# Max Korb

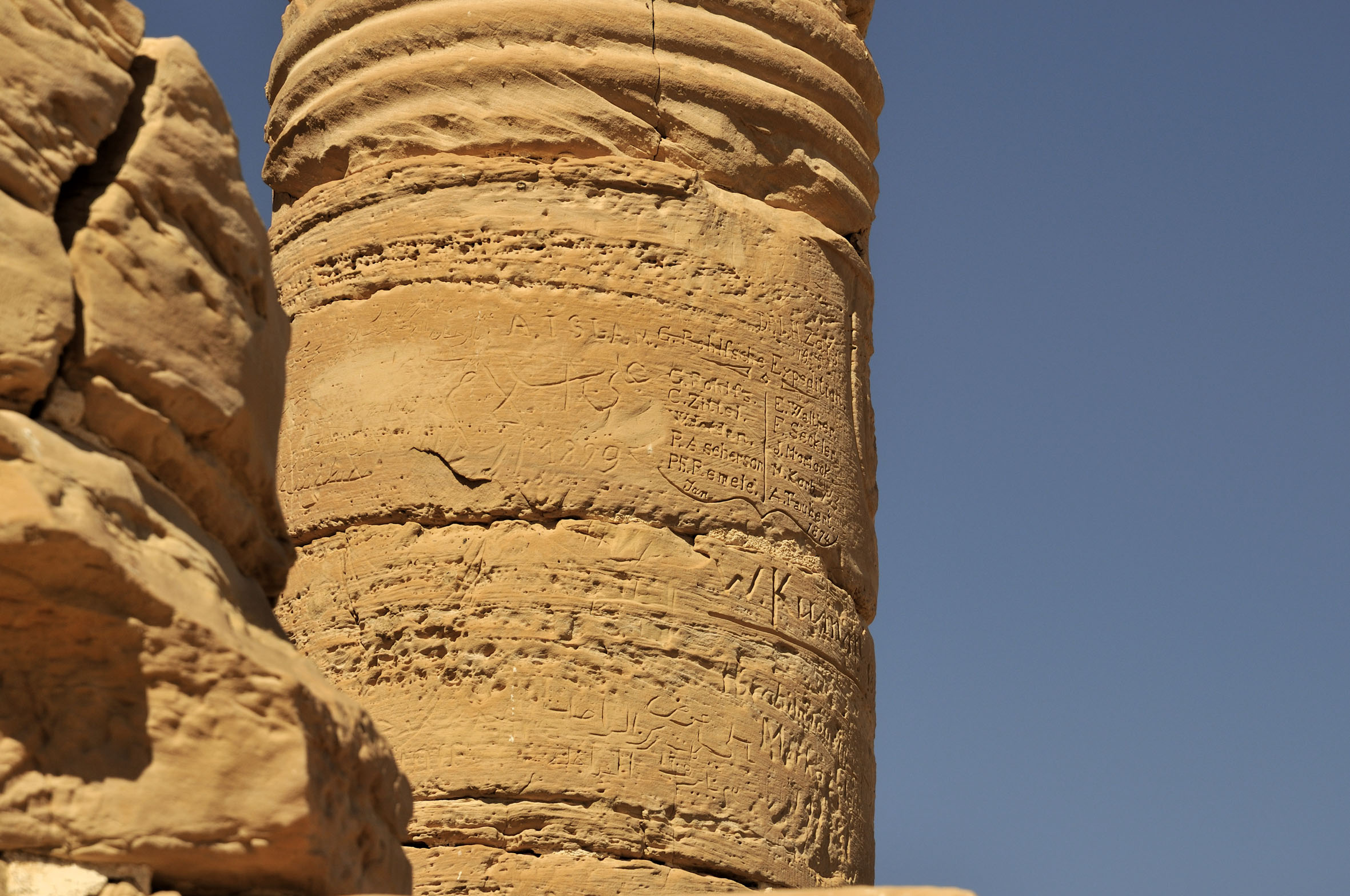
Inschrift vom Januar 1874 an einer Säule des Tempels in Deir el-Hagar, Oase Dachla, Ägypten. Sie nennt Gerhard Rohlfs, Carl Alfred Zittel, Wilhelm Jordan, Paul Ascherson, Philipp Remelé, Ernst Walther, F. Seckler, Jakob Morlock, Max Korb, Albert Taubert.

Maximilian „Max“ Korb (* 6. Oktober 1851 in München; † 8. Juli 1933 ebenda) war ein deutscher Entomologe, Forschungsreisender und Insektenhändler.

## Leben
Max Korb besuchte das Gymnasium und anschließend die Handelsschule in München. Er begeisterte sich für Entomologie, wurde durch seine frühen Kontakte mit den Münchner Forschern Carl Theodor von Siebold, Max Gemminger, Edgar von Harold und Joseph Kriechbaumer tief beeinflusst und geprägt und nahm im Alter von 22 Jahren während der Winter- und Frühjahrsmonate 1873/74 an der Rohlfsschen Expedition des Afrikaforschers Gerhard Rohlfs durch die Libysche Wüste als Hilfskraft des Botanikers Paul Ascherson mit dem Geodäten Wilhelm Jordan, dem Geologen Karl Alfred von Zittel und dem Fotografen Philipp Remelé teil. 1875 bereist er im Auftrag einer Handelsfirma Sawakin und Massaua in Nubien und 1876 im Auftrag von Theodor von Heuglin das Fayyum-Becken und den Moeris-See in Ägypten. Nach einigen Sammeltouren in den Bereich der Ortler-Alpen und der Seiser Alm in den Jahren 1877 bis 1879 machte er sich 1880 als Naturalienhändler selbständig und unternahm in den folgenden Jahren 29 große entomologische Forschungsreisen, wobei er beinahe alle Sammelreisen zu Fuß unter oft sehr schwierigen Umständen ausführte und darüber hinaus auf zahlreichen dieser Reisen nach Spanien und Portugal, Algier, Kaukasus und Armenien, Kleinasien, Alai und Transalai sowie am Amur und Ussuri von seiner 1911 verstorbenen Frau Rosina (1857–1911) und nach seiner Heirat 1912 noch in Spanien und Anatolien von seiner zweiten Ehefrau Josephine, einer Schwester des Bildhauers Franz Drexler, begleitet wurde.
Er ist unter anderem Erstbeschreiber von Epicimelia theresiae Korb, 1900, einem Schmetterling (Nachtfalter) aus der Familie der Goldmotten (Cimeliidae).
Der französische Entomologe Maurice Pic benannte ihm zu Ehren den  Blattkäfer Macrocoma korbi (Pic, 1901) und Karl Johann August Müller 1874 das von Max Korb an einem Bewässerungsgraben bei Mut in der Oase Dachla aufgefundene Moos Bryum korbianum Müll. Hal., das heute als Pohlia korbiana (Müll. Hal., 1874) Wijk & Margadant, 1959, ausgewiesen wird.
Er wurde mit der Goldenen Ludwigsmedaille für Wissenschaft und Kunst und dem Verdienstkreuz vom Hl. Michael mit der Krone ausgezeichnet.
Max Korb vereinzelte meist seine Aufsammlungen. Seine Blütenspanner-Sammlung der Ussuri-Reise kam 1907 über Karl Dietze (1850–1935) an das Zoologische Museum Berlin. Die Privat-Sammlung Coleoptera (Coprophaga) von Edgar von Harold kam über ihn und den französischen Entomologen René Oberthür 1952 an das Muséum national d’histoire naturelle in Paris.

## Schriften (Auswahl)
- mit Bernardo Zapater: Catálogo de los lepidópteros de la provincia de Teruel y especialmente de Albarracín y su sierra. Madrid 1883
- Die Schmetterlinge Mittel-Europas. Darstellung und Beschreibung der hauptsächlichsten mitteleuropäischen Schmetterlinge nebst Anleitung, dieselben zu fangen oder zu züchten und eine Sammlung anzulegen. Mit 30 farbigen Tafeln nach der Natur gezeichnet und gemalt von Heinrich Deuchert und A. Slocombe, Theo Stroefer's Kunstverlag, 232 Seiten, XVIII Seiten Inhaltsverzeichnis und Register, 30 farbige Tafeln, Nürnberg 1893